# Mychajlo Hruschewskyj

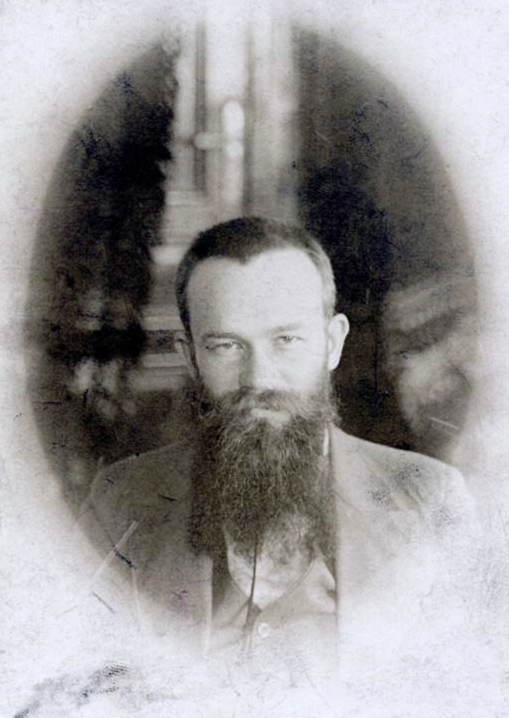
Mychajlo Hruschewskyj (1895)

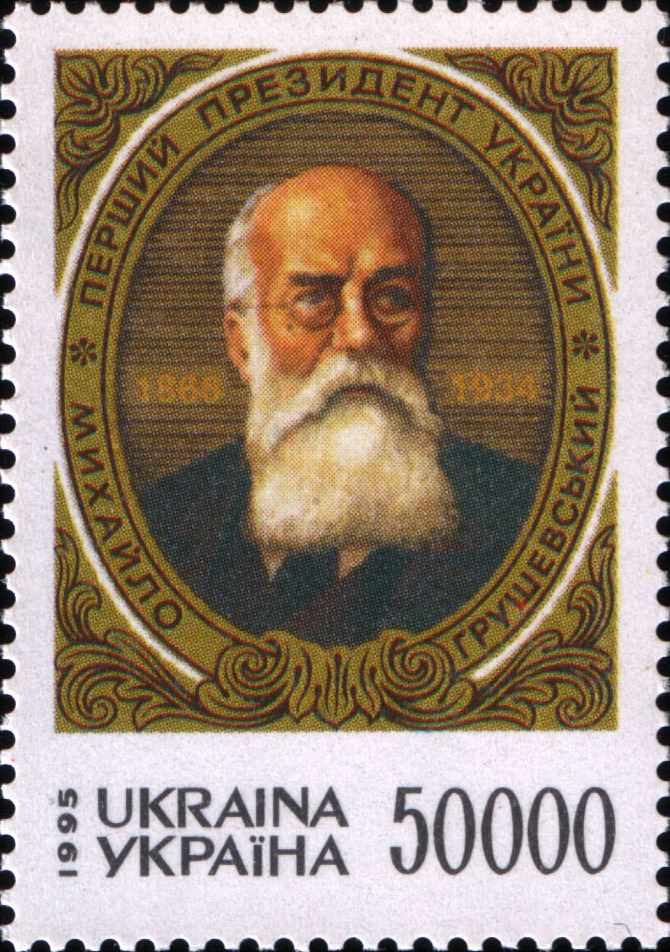
Ukrainische Briefmarke zu Ehren Hruschewskyjs (1995)

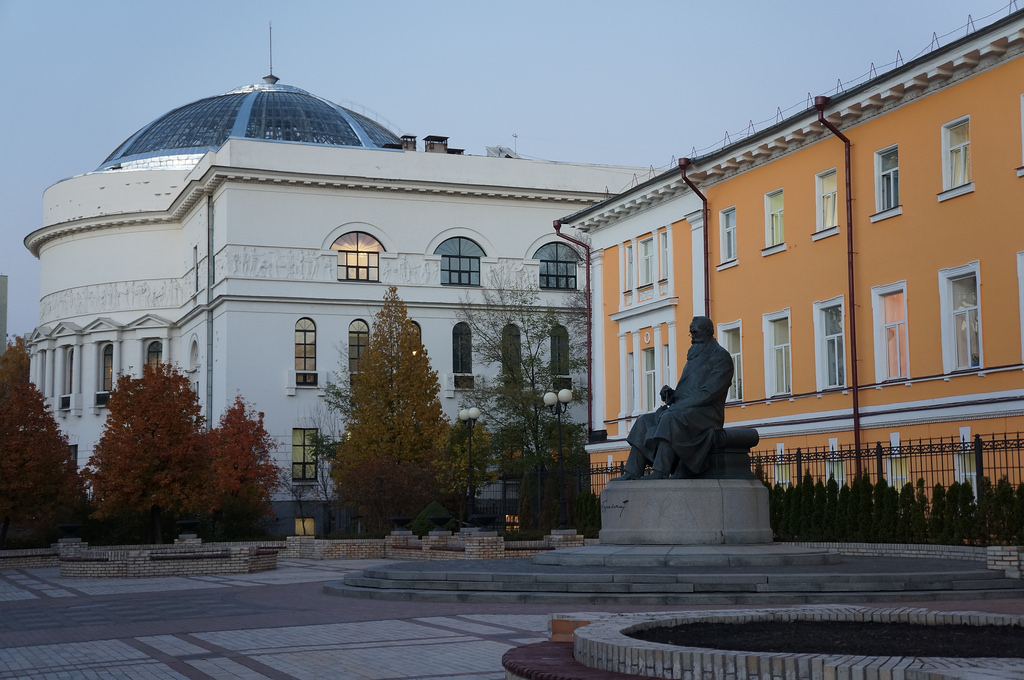
Hruschewskyj-Denkmal vor der Zentralna Rada in Kiew

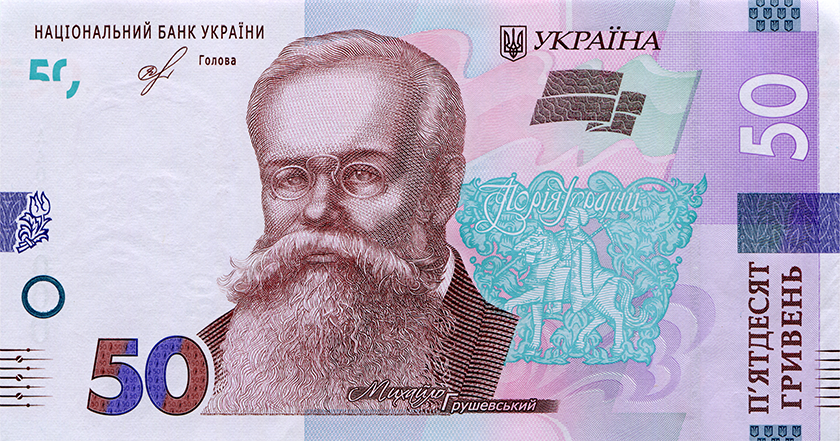
50-Hrywen-Schein, 2019

Mychajlo Serhijowytsch Hruschewskyj (ukrainisch Михайло Сергійович Грушевський, wiss. Transliteration Mychajlo Serhijovyč Hruševs'kyj, russisch Михаил Сергеевич Грушевский Michail Sergejewitsch Gruschewski; * 17.jul. / 29. September 1866greg. in Chełm, Russisches Kaiserreich; † 24. November 1934 in Kislowodsk, Sowjetunion) war ein Historiker, Politiker und der erste Präsident der unabhängigen Ukrainischen Volksrepublik.

## Werdegang

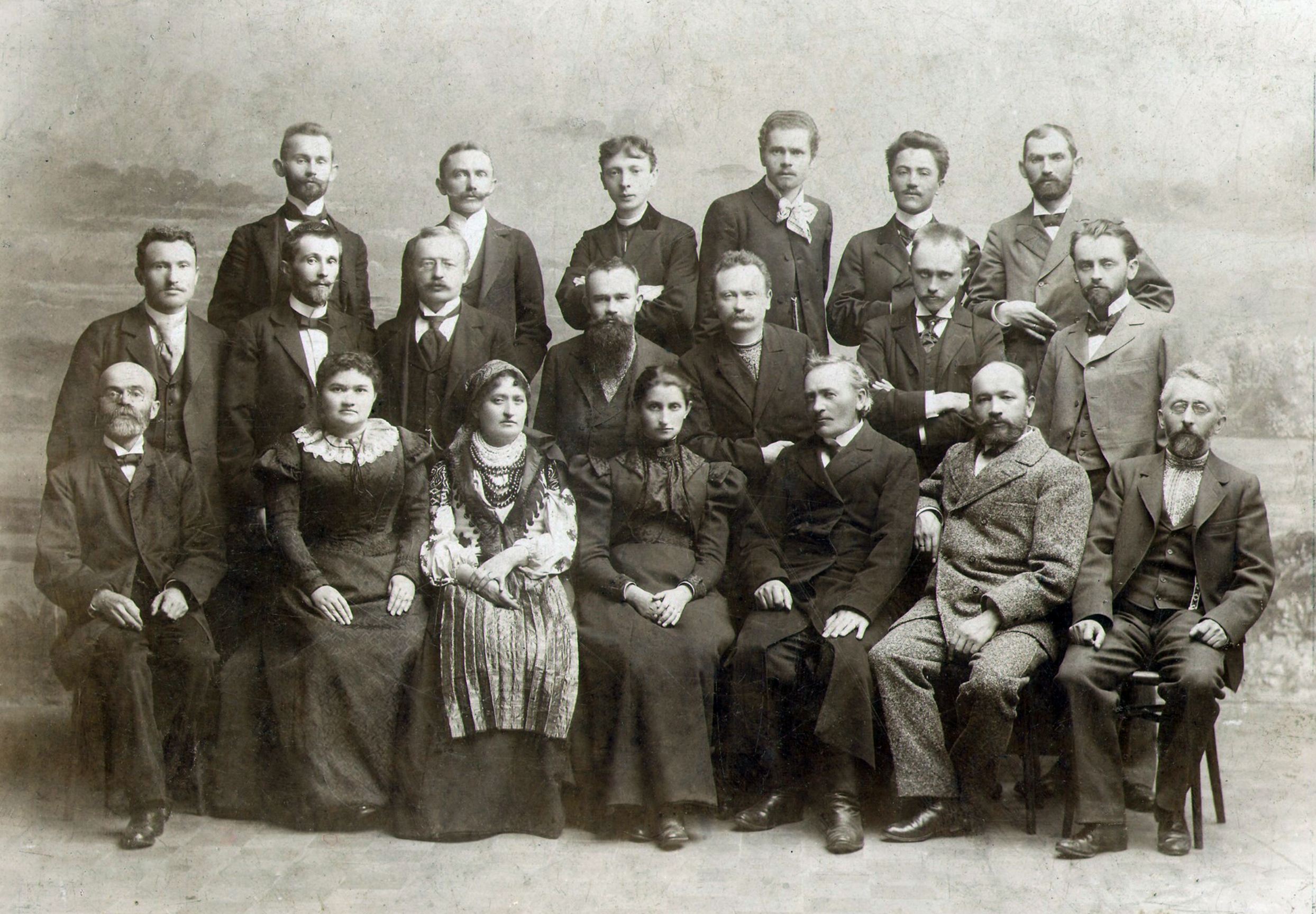
Der Vorstand und die Mitglieder der Wissenschaftlichen Gesellschaft Schewtschenko anlässlich des 100. Jahrestages der Veröffentlichung der Enejida von Iwan Kotljarewskyj, Lwiw, 31. Oktober 1898: In der ersten Reihe sitzend: Mychajlo Pawlyk, Jewhenija Jaroschynska, Natalija Kobrynska, Olha Kobyljanska, Sylvester Lepkyi, Andrij Tschajkowskyj, Kost Pankiwskyj. In der zweiten Reihe stehend: Iwan Kopatsch, Wolodymyr Hnatjuk, Ossyp Makowej, Mychajlo Hruschewskyj, Iwan Franko, Oleksandr Kolessa, Bohdan Lepkyj. In der dritten Reihe stehend: Iwan Petruschewytsch, Filaret Kolessa, Jossyp Kyschakewytsch, Iwan Trusch, Denys Lukianowytsch, Mykola Iwasjuk.

Hruschewskyj studierte an der Historischen Fakultät der St. Wladimir-Universität in Kiew und wurde dort Professor für osteuropäische Geschichte. Hruschewskyj kam 1894 von Kiew nach Lemberg in Österreich-Ungarn und verschaffte der schon bestehenden Wissenschaftlichen Schewtschenko-Gesellschaft durch sein Wirken den Rang einer international anerkannten Akademie. 1905 verlegte er sein Wirken wieder nach Kiew.
Sein historisches Hauptwerk ist eine breit angelegte ukrainisch geschriebene Geschichte der Ukraine-Rus in zehn Bänden. Sein Werk erschien zwischen 1898 und 1937 und führt die Geschichte bis zur Mitte des 17. Jahrhunderts auf. Der erste Band ist auch in deutscher Sprache erschienen; eine Übertragung des Gesamtwerkes ins Englische ist im Gange (2005).
In der Ukrainischen SSR hatte man zunächst ebenfalls an das Erbe der vorrevolutionären Historiographie angeknüpft. So wirkte Hruschewskyj in den 1920er Jahren an der Ukrainischen Akademie der Wissenschaften in Kiew und von 1924 an war er Akademiemitglied. Gleichzeitig wurde versucht, eine marxistische Geschichtsschreibung zu begründen, die bald auch national-russische Töne anschlug. Der ukrainischen Geschichte wurde damit ihr Eigenwert abgesprochen und eine Existenzberechtigung nur im Rahmen einer Geschichte Russlands gestattet. Hruschewskyj setzte der Auffassung eines einheitlichen ostslawischen (russischen) Stromes der Geschichte die Idee einer getrennten Entwicklung der Volkstümer der Russen und Ukrainer entgegen. Hruschewskyj galt seit den 1930er Jahren in der Sowjetunion als bürgerlich-nationalistischer Historiker, erst seit 1989 können seine Nachdrucke wieder verlegt werden.
Hruschewskyj war neben seiner Position als Historiker zugleich führender Kopf der ukrainischen Nationalbewegung zu Beginn des Jahrhunderts und 1917 der erste Präsident der unabhängigen Ukrainischen Volksrepublik. In seiner Funktion als Vorsitzender des Zentralen Rates wirkte er mit, die Ukraine als eigenen, autonomen Staat zu etablieren. So rief der Oberste Rat am 22. Januar 1918 die volle Selbstständigkeit der Ukrainischen Volksrepublik aus.
In Nordamerika entstanden bedeutende Forschungszentren wie das Ukrainian Research Institute an der Harvard-Universität und das Canadian Institute of Ukrainian Studies in Edmonton. In Harvard wurde ein Hruschewskyj-Lehrstuhl gegründet, aus dem bedeutende Historiker hervorgingen. In der ukrainischen Historiographie außerhalb der Ukraine ist die nordamerikanische Forschung quantitativ und qualitativ führend.
Ein Porträt Hruschewskyjs, der auf dem Kiewer Baikowe-Friedhof beigesetzt wurde, befindet sich auf dem ukrainischen Fünfzig-Hrywen-Schein.

## Familie
Mychajlo Hruschewskyj war der Sohn des Literaturprofessors Serhij Hruschewskyj (1830–1901), der Bruder des Historikers und Literaturkritikers Oleksandr Hruschewskyj und der Historikerin und Übersetzerin Hanna Schamraj-Hruschewska (Ганна Сергіївна Шамрай-Грушевська; 1869–1943) sowie der Ehemann der Lehrerin und Übersetzerin Marija-Iwanna Hruschewska (Марія-Іванна Сильвестрівна Грушевська; 1868–1948) und Vater der Ethnographin und Übersetzerin Kateryna Hruschewska (Катерина Михайлівна Грушевська; 1900–1943).

## Schriften (Auswahl)
- Ein Ueberblick der Geschichte der Ukraina. Verlag des Bundes zur Befreiung der Ukraina, Wien 1914.
- Die ukrainische Frage in historischer Entwicklung. Verlag des Bundes zur Befreiung der Ukraina, Wien 1915 (online).
- Geschichte der Ukraine, Teil 1. Bund zur Befreiung der Ukraina, Lemberg 1916.
- Istorija Ukraïny-Rusy. 10 Bände. 1904–1936.
  - History of Ukraine-Rus' : vols. 1–10 (in 12 books). Edmonton, Toronto: Canadian Institute of Ukrainian Studies Press, 1997–2014. (The Hrushevsky Translation Project).
- „Bajda Wyschneweckyj Poesie und Geschichte“ (Байда-Вишневецький в поезії й історії) 1908.